# 辛家庙街道
辛家庙街道，是中华人民共和国陕西省西安市未央區下辖的一个乡镇级行政单位。

## 行政区划
辛家庙街道下辖以下地区：
重型机器厂社区、煤矿机械厂社区、重研所社区、东元路社区、工业学校社区、新广路社区、辛家庙社区、刘北社区、刘南堡社区、欣心家园社区、辛家庙村、新房村和广大门村。